# Fernando Villalona

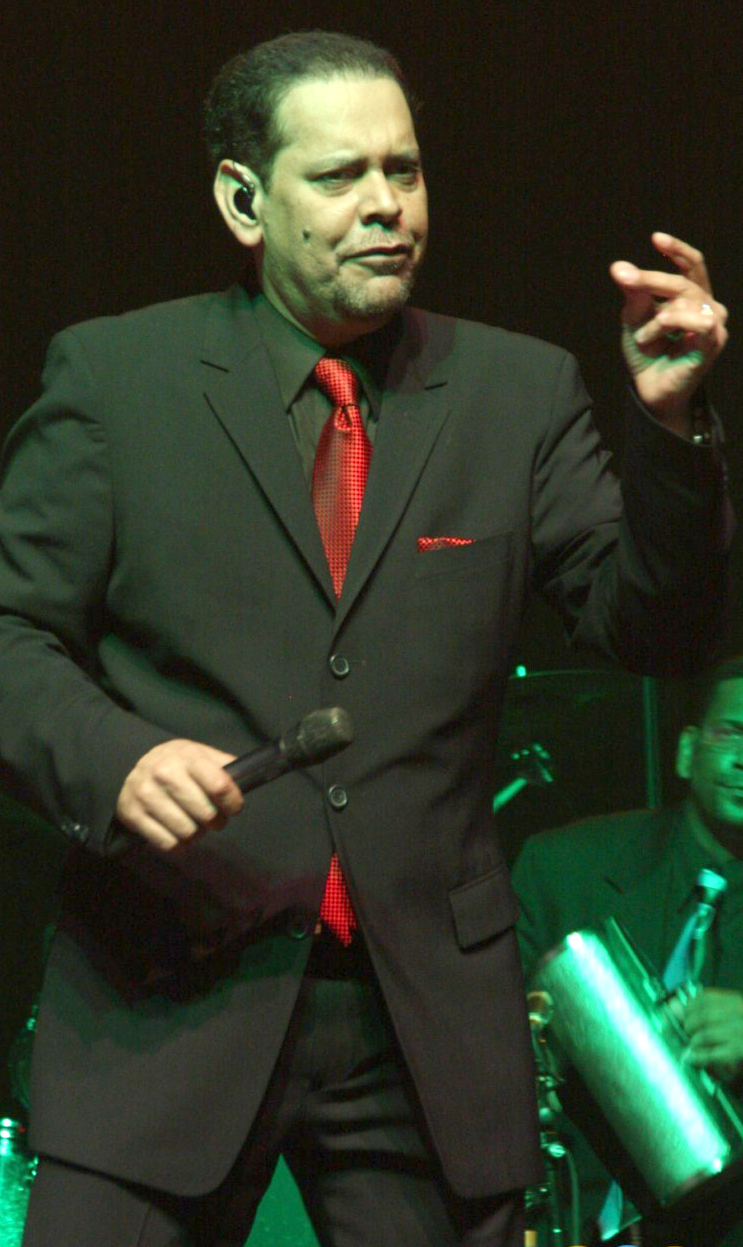
Fernando Villalona, 2010

Ramón Fernando Villalona Évora (* 7. Mai 1955 in San Fernando de Monte Cristi) ist ein dominikanischer Merenguesänger.
Villalone wuchs in Loma de Cabrera auf, wo er auch seine Gesangsausbildung erhielt. 1970 nahm er als Vertreter seiner Stadt am Festival de La Voz im Teatro de Bellas Artes von Santo Domingo teil und gewann den ersten Preis. Er nahm dann einige Titel mit Rafael Solano auf und hatte seine ersten großen Auftritte als Mitglied von Sergio Vargas’ Band Los Hijos del Rey. Seit den 1980er Jahren wurde er als Leiter einer eigenen Band als El Mayimbe bekannt. Er nahm mehr als zwanzig eigene Alben auf.